# Arthur Maret
Arthur Maret (* 11. August 1892 in Chesalles-sur-Oron; † 3. Mai 1987 in Lausanne; reformiert; heimatberechtigt in Payerne) war ein Schweizer Politiker (SP).

## Biografie
Arthur Maret kam als Sohn des Uhrensteinmachers Alfred Maret und der Rose Monique geborene Guinnard zur Welt. Er war nach Abschluss einer kaufmännischen Ausbildung als Buchhalter und Verwalter der Lausanner Bauarbeitergenossenschaft Coopérative des ouvriers du bâtiment beschäftigt. Arthur Maret, der zweimal verheiratet war, verstarb drei Monate vor Vollendung seines 95. Lebensjahres in Lausanne.

## Politisches Wirken
Maret, Mitglied der Sozialdemokratischen Partei, begann seine politische Laufbahn im Jahr 1918 im Gemeinderat (Legislative) von Lausanne, in dem er von 1918 bis 1933 (1931 als Präsident) sowie von 1938 bis 1946 sass. Zudem amtierte er zwischen 1934 und 1937 als Stadtpräsident des «roten» Lausanne. Auf kantonaler Ebene sass er zunächst von 1921 bis 1946 im Waadtländer Grossrat, bevor er als erster Sozialdemokrat in den Waadtländer Staatsrat gewählt wurde, dem er bis zum Jahr 1962 angehörte.
Masset war massgeblich an der Entwicklung der kantonalen Wasserkraftwerke sowie am Ausbau des Strassennetzes, beispielsweise der Autobahn Lausanne–Genf und dem Grosser-St.-Bernhard-Tunnel, beteiligt. Zudem fungierte er als Westschweizer Präsident der Fédération des socialistes chrétiens und Direktor von deren Publikationsorgan L’Espoir du monde.